# István Kovács (lutte)
Pour les articles homonymes, voir Kovács et István Kovács.
István Kovács, né le 27 juin 1950 à Nádudvar, est un lutteur libre hongrois.

## Carrière
Il participe aux Jeux olympiques de 1972 à Munich, de 1976 à Montréal et de 1980 à Moscou en catégorie poids moyens ; c'est à Moscou qu'il obtient une médaille de bronze.
Il est sacré champion du monde de lutte en 1979 et remporte la médaille de bronze mondiale en 1977.